# Années 1290 av. J.-C.
Les années 1290 av. J.-C. couvrent les années de 1299 av. J.-C. à 1290 av. J.-C.

## Événements
- 1298-1286 av. J.-C. : reprise des hostilités entre l’Égypte et le Hatti (an 6 à 18 du règne de Ramsès II)[1] ; Muwatalli II fomente une révolte à Canaan, à la frontière nord-est de l’Égypte. En l’an 6, les Bédouins Shasou se livrent à de nombreux pillages dans la région. Les royaumes de Moab et d’Édom refusent de reconnaître la suzeraineté égyptienne.

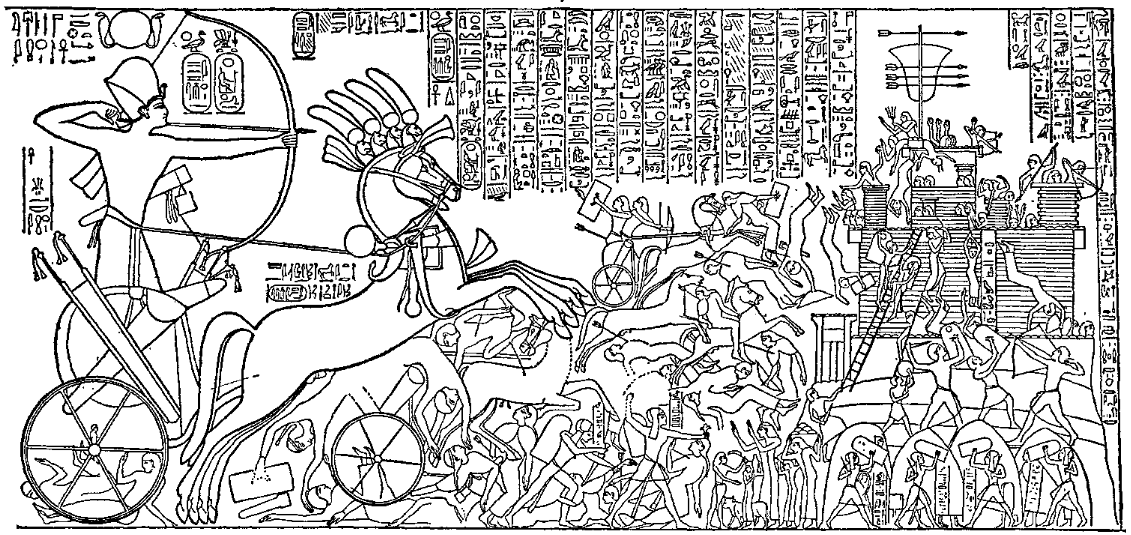
Siège de Dapour.

- 1296-1295 av. J.-C. : campagne de Ramsès II dans le pays d’Amourrou, au cours de laquelle Dapour, dans le pays de Tounip, est assiégée et prise (an 8 et début de l’an 9 du règne). La côte phénicienne est sous contrôle égyptien[2].
- 1297-1280 av. J.-C.[3] : règne de Kadashman-Turgu, roi Kassite de Babylone[4].
- 1294 av. J.-C. : l’an 10 de son règne, Ramsès II renouvelle son attaque contre Dapour, qui est repassée aux mains de ses ennemis[2]. Il met le siège devant la grande ville de Tounip, au nord de Qadesh, qui est secourue par l’intervention des Hittites[5].
- 1292-1272 av. J.-C. : Ounennefer, grand prêtre d’Amon (an 12-an 27 du règne de Ramsès II)[6].
- 1292 à 708  av. J.-C. : formation d’un royaume lydien en Anatolie par les Héraclides, selon la tradition. Règne d’Argon, roi de Lydie (1292-1919)[7].